# 何塞·埃斯帕达
何塞·曼努埃尔·埃斯帕达（José Manuel Espada ，1997年2月22日—）是一名波多黎各职业棒球投手，曾效力于美國職業棒球大聯盟(MLB) 的聖地牙哥教士和日本职业棒球（NPB）東京養樂多燕子，目前效力於巴爾的摩金鶯。

## 生涯

### 多伦多蓝鸟队
埃斯帕達於2015年的大聯盟棒球選秀中，被多倫多藍鳥隊在第五輪第152順位選中。他在職業生涯初登場於新手級別的墨西哥灣岸聯盟多倫多藍鳥隊，出賽10場比賽（7場先發），防禦率為3.41。在2016年，埃斯帕達為新手級別的布魯菲爾德藍鳥隊出場12次（10次先發），在53.0局的比賽中，取得4.92的防禦率，完成32次三振。
埃斯帕達在2017和2018賽季間效力於低階A級的溫哥華加拿大人隊，兩個賽季分別取得5.14和4.88的防禦率，每個賽季都出賽13場比賽。他在2019賽季中分別效力於GCL藍鳥隊和單階A級的蘭辛勒格納茲隊。在總共的10次出場中，埃斯帕達在11又2/3局的投球中，取得3.09的防禦率和13次三振。

### 波士顿红袜队
在2019年12月12日，波士頓紅襪隊在規則5選秀的小聯盟階段中選中了埃斯帕達。由於COVID-19大流行的緣故，他在2020年未參加任何比賽，因為當時取消了小聯盟的賽季。
埃斯帕達於2021年回歸球場，整個賽季效力於高階A級的格林維爾德隊。在28次出場中，他取得了3.09的防禦率，在投球43又2/3局的情況下完成了53次三振。埃斯帕達在2021年11月7日賽季結束後選擇自由球員身份。

### 密尔沃基牛奶工隊
2022年2月1日，埃斯帕達與美國職業棒球協會的密爾瓦基牛奶工隊簽約。在為該隊進行的8場先發比賽中，埃斯帕達取得了2勝1敗的戰績，防禦率為3.61，在投球42又1/3局的情況下完成了55次三振。

### 圣地亚哥教士队
2022年7月1日，聖地牙哥教士隊購入了埃斯帕達的合約。在高階A級的Fort Wayne TinCaps隊中，他參與了11場比賽（7場先發），取得了1勝3敗的戰績，防禦率為4.05，在40.0局的比賽中完成了58次三振。
在2023年，埃斯帕達參與了38場比賽，效力於雙A級的聖安東尼奧米甸隊和三A級的埃爾帕索奇華瓦隊，累計投球83又1/3局，取得2.81的防禦率和110次三振。在2023年9月22日，埃斯帕達被選入40人名單，首次升上大聯盟。他在9月24日進行了他的MLB初登場，對陣聖路易斯紅雀隊，投出一局無失分的救援，並完成了兩次三振。在11月17日，埃斯帕達被非保留合同，成為自由球員。在12月1日，他與教士隊簽署了一份小聯盟合同，重新回歸球隊。

### 东京养乐多燕子队
在2023年12月17日，埃斯帕達與日本職棒的東京養樂多燕子隊簽約。

## 外部連結
- 何塞·埃斯帕达在美國職棒官網（英语）
- 何塞·埃斯帕达在日本職棒官網（英语）
- 何塞·埃斯帕达在Baseball-Reference.com（大聯盟）（英语）
- 何塞·埃斯帕达在Baseball-Reference.com（小聯盟以及海外聯盟）（英语）